# Теребовлянська районна рада

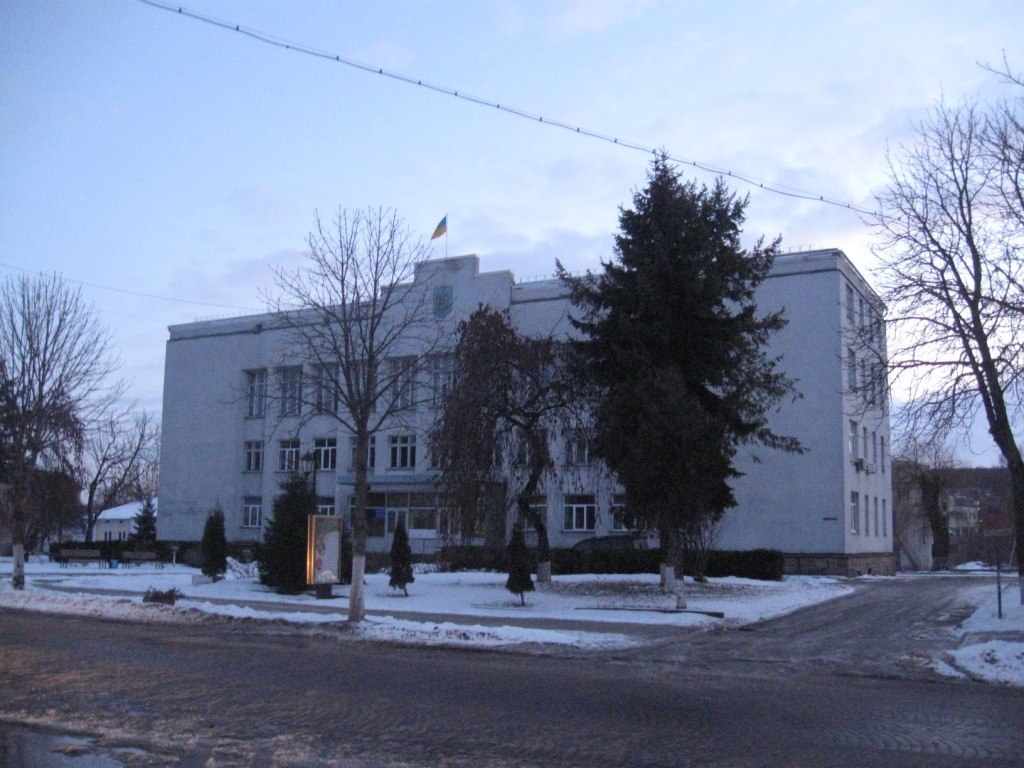
Будівля Теребовлянської районної державної адміністрації і Теребовлянської районної ради

Теребовлянська районна рада — орган місцевого самоврядування в Теребовлянському районі Тернопільської області з центром у місті Теребовлі.

## Депутатський склад з 2015 року
1. Боднар Ігор Йосипович
2. Бронецький Зеновій Миколайович
3. Веремчук Ірина Іванівна
4. Вівчар Павло Михайлович
5. Грицишин Мирослав Григорович
6. Заверуха Іван Васильович
7. Зелінська Галина Євгенівна
8. Коваль Надія Іванівна
9. Кокора Михайло Володимирович
10. Куріцький Степан Лук'янович
11. Курцеба Руслан Степанович
12. Лозінський Євген Леонович
13. Лупериба Ольга Іванівна
14. Мариновський Василь Ярославович
15. Моргунова Галина Іванівна
16. Околович Ігор Євгенович
17. Олійник Василь Михайлович